# Ивановский сельский совет (Красноградский район)
Ивановский сельский совет — входит в состав Красноградского района Харьковской области Украины.
Административный центр сельского совета находится в селе Ивановское.

## История
- 1920 — дата образования.

## Населённые пункты совета
- село Ивановское
- село Берестовенька
- село Граново
- село Калиновка